# Nycteris intermedia
Nycteris intermedia (Aellen, 1959) è un pipistrello della famiglia  diffuso nell'Africa subsahariana.

## Descrizione

### Dimensioni
Pipistrello di piccole dimensioni, con la lunghezza totale tra 84 e 105 mm, la lunghezza dell'avambraccio tra 36 e 38 mm, la lunghezza della coda tra 41 e 53 mm, la lunghezza del piede tra 7 e 10 mm, la lunghezza delle orecchie tra 20 e 24 mm e un peso fino a 9 g.

### Aspetto
La pelliccia è lunga, arruffata e lanuginosa. Le parti dorsali sono marroni, bruno-rossastre o marroni scure,  mentre le parti ventrali sono più chiare. Il muso è rosato, privo di peli e con un solco longitudinale che termina sulla fronte in una profonda fossa. Le orecchie sono molto lunghe, strette, con l'estremità arrotondata ed unite anteriormente alla base da una sottile membrana cutanea. Il trago è corto e con una concavità sul bordo posteriore. Le membrane alari sono marroni scure o bruno-nerastre. Gli arti inferiori sono lunghi e sottili, mentre i piedi, le dita e gli artigli sono molto piccoli. La coda è lunga, con l'estremità che termina con una struttura cartilaginea a forma di T ed è inclusa completamente nell'ampio uropatagio.

## Biologia

### Comportamento
Si rifugia probabilmente in piccoli gruppi all'interno di grotte o case abbandonate.

### Alimentazione
Si nutre di insetti raccolti sulla vegetazione al suolo del sottobosco forestale.

### Riproduzione
Una femmina gravida è stata catturata nei primi di marzo nella Costa d'Avorio.

## Distribuzione e habitat
Questa specie è diffusa in Guinea, Liberia, Costa d'Avorio, Ghana, Rio Muni, Camerun, Gabon, Repubblica Democratica del Congo, Tanzania e Angola.
Vive nelle foreste pluviali di pianura, foreste costiere, boschi di miombo e foreste a galleria.

## Conservazione
La IUCN Red List, considerato il vasto areale, la popolazione presumibilmente numerosa e la presenza in diverse aree protette, classifica N.intermedia come specie a rischio minimo (Least Concern)).